# Piggy (Merrie Melodies)
Piggy est un personnage de dessin animé présenté dans deux courts métrages d'animation en 1931, dans la série Merrie Melodies distribuée par Warner Bros. C'est un cochon noir anthropomorphe. Il est la création de l'animateur Rudolf Ising, qui avait travaillé pour Walt Disney dans les années 1920.

## Création
Piggy est le nom de deux personnages de dessin animé de la série de films Merrie Melodies distribuée par Warner Bros. Le premier personnage est un gros cochon noir portant un short avec deux gros boutons sur le devant et des gants, et son premier film est You Don't Know What You're Doin'!.
Le nom de « Piggy » vient de l'un des deux frères qui étaient des camarades d'enfance de Freleng, surnommés « Porky » et « Piggy ».

## LesMerrie Melodies
L'animateur Rudolf Ising introduit Piggy pour remplacer son personnage précédent, le renard Foxy, alors vedette de la série Merrie Melodies qu'Ising réalise pour le producteur Leon Schlesinger. Néanmoins, Ising n'a réalisé que deux courts métrages de Piggy en 1931 avant de quitter la Warner Bros. avec son partenaire Hugh Harman. Aussi, les animateurs, qui reprennent les dessins animés Merrie Melodies, abandonne le personnage de Piggy (ainsi que sa petite amie Fluffy) et transforme la série en une série de one-shots.
La couleur de peau et l'habillement de Piggy sont identiques à ceux du personnage de la souris Mickey Mouse de Walt Disney avant l'avènement des films en couleur. John Kenworthy soutient que, compte tenu du fait de certains croquis de souris que Hugh Harman avait dessinés en 1925 ont inspiré la création de Mickey Mouse, Harman et Ising n'ont cependant jamais eu l'intention de copier Disney.
Malgré le caractère cliché du personnage principal, les deux courts métrages d'Ising sur Piggy sont bien accueillis par certains critiques. Dans le premier, You Don't Know What You're Doin'!, Piggy se rend dans une boîte de nuit surréaliste où il chahute et joue avec l'orchestre de jazz du club. Les historiens du dessin animé Jerry Beck (en) et Will Friedwald (en) considèrent qu'il s'agit du « film définitif de Harman-Ising Warner : les personnages sont mignons, l'humour est grossier, les images sont sans tabou et la musique est particulièrement entraînante ».
Il est suivi par Hittin' the Trail for Hallelujah Land, qui sort aussi en 1931. Ici, Piggy joue un capitaine de bateau à vapeur qui doit sauver un « oncle Tom » qui se noie. En raison de sa représentation stéréotypée du personnage de l'oncle Tom, le dessin animé fait partie des « Onze Censurés », des courts métrages des Looney Tunes et des Merrie Melodies qui sont retirés de la circulation en raison de leur utilisation importante de stéréotypes ethniques. Piggy n'a jamais joué dans un autre dessin animé, bien qu'il a continué à apparaître à la fin de chaque court métrage jusqu'à  You're Too Careless with Your Kisses! en 1932.
En 1936, l'Animateur Friz Freleng crée un autre personnage nommé Piggy. Ce personnage a une couleur plus claire, plus « blanc », avec des taches de naissance distinctives. Le personnage redessiné apparaît comme un enfant glouton dans une grande famille de cochons dans At Your Service Madame (1936), où il mène ses frères et sœurs à déjouer la tentative d'un vagabond qui veut voler leur mère. Ce dessin animé fait découvrir son nom complet : Piggy Hamhock.
Un an plus tard, le nouveau Piggy joue dans Quel cochon ! (Pigs Is Pigs, 1937) dans lequel sa gloutonnerie occupe le devant de la scène. C'est sa dernière apparition. Après cela, il est mis au rebut, et ses traits de caractère sont transférés pour un temps à Porky Pig.

## Voix
- Johnny Murray (en) a fait la voix originale de Piggy pour les deux dessins animés de 1931.

## Filmographie
- You Don't Know What You're Doin'! (1931)
- Hittin' the Trail for Hallelujah Land (1931)